# Рекурсия (фонетика)
Реку́рсия (или о́тступ) в фонетике — заключительная фаза в процессе артикуляции звука речи, следующая за экскурсией (приступом) и выдержкой.
Термин «рекурсия» происходит от  лат. recursus ‘возвращение’.
Во время рекурсии произносительные органы речи переходят в положение, необходимое для производства следующего звука, или же в нейтральное положение.
Для этапа рекурсии обычно характерно относительное движение артикулирующих органов (в то время как на этапе выдержки их положение остаётся относительно стабильным). Применительно к шумным согласным различия в характере рекурсии обусловливают их деление на отдельные типы: взрывные согласные, аффрикаты и фрикативные согласные (своеобразную разновидность взрывных согласных представляют имплозивные согласные, при артикуляции которых фаза рекурсии вообще отсутствует). В потоке речи рекурсия предыдущего звука и экскурсия последующего оказывают взаимное влияние друг на друга, нередко накладываясь друг на друга; такое наложение, например, имеет место в слове поджать, при произнесении которого рекурсия звука [d] (орфографическое «д») совмещается с экскурсией звука [ž] (орфографическое «ж»).
Доказать взаимосвязь рекурсии предыдущего и экскурсии последующего звуков можно также, сравнивая звучание одних и тех же фонем в разном фонетическом окружении; например, для каждого из слогов «ор», «ро» и «рот» соответствующий аллофон звука [o] кончается по-разному. Физиологическое объяснение описанной взаимосвязи состоит в том, что к концу произнесения определённого звука органы речи начинают принимать положение, необходимое для произнесения следующего звука, что и делает речь связной.